# Henry Burkhardt
Johannes Henry Burkhardt (* 25. November 1930 in Chemnitz; † 17. September 2019 in Borna) war zwischen 1952 und 1990 in verschiedenen Funktionen der höchste Repräsentant der Kirche Jesu Christi der Heiligen der Letzten Tage in der Deutschen Demokratischen Republik (DDR).

## Leben

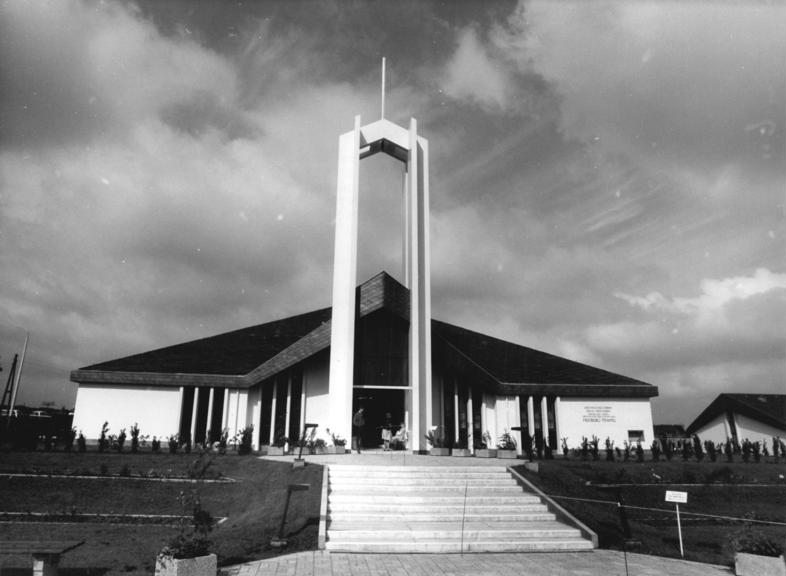
Der Freiberger Tempel, dessen erster Präsident Henry Burkhardt war, im Juni 1985

Henry Burkhardt absolvierte nach dem Schulbesuch in seiner Heimatstadt von 1945 bis 1949 eine Ausbildung zum Reichsbahn-Angestellten. Er wirkte dann ab 1950 zunächst als Missionar und anschließend von 1952 bis 1969 als Ratgeber – mit Verantwortlichkeit für das Gebiet der DDR – der Präsidenten der Missionen in Hamburg bzw. West-Berlin, die für die in der DDR lebenden Mormonen zuständig waren.
Ab 1969 fungierte er als Präsident der für die kirchlichen Belange der Mormonen in der DDR neu eingerichteten Dresdner Mission, der er bis zu ihrer Aufteilung 1984 in zwei in Leipzig und Freiberg beheimatete „Pfähle“ vorstand. Nach dem Bau und der Einweihung des Freiberg-Tempels, des ersten in einem sozialistischen Land errichteten Mormonentempels, wurde er 1985 Präsident des Tempels und der Mormonenkirche in der DDR. Das Amt des Tempelpräsidenten übte er über die deutsche Wiedervereinigung hinaus bis 1991 aus. Anschließend war er bis zu seiner Pensionierung Ende 1995 in Frankfurt am Main für die Kirche tätig.
Henry Burkhardt war von 1955 bis zum Tod seiner Frau im Jahr 2005 verheiratet und ist Vater eines Sohns und einer Tochter.